# Hypodematium daochengense
Hypodematium daochengense là một loài thực vật có mạch trong họ Woodsiaceae. Loài này được K.H. Shing miêu tả khoa học đầu tiên năm 1993.